# Traité de Bissandougou
Le traité de Bissandougou est un traité international entre la France et l'empire Wassoulou, signé à Bissandougou le 23 mars 1887. Il marque la fin de la « mission du Ouassoulou », initiée par Gallieni afin de conclure avec Samory Touré un traité de délimitation entre les colonies françaises et les États de Samory, dans des conditions plus avantageuses que celles qui avaient été obtenues un an auparavant (traité annexe de Kéniébé-Koura).
Par ce traité, la frontière du Soudan français était constituée du Niger jusqu'à Siguiri puis du Tinkisso jusqu'à ses sources dans le Fouta-Djalon. Par ailleurs, Samory acceptait d'être sous le protectorat de la France, et laissait la France commercer librement avec et à travers l'empire wassoulou.
Le traité de Niakha, signé deux ans plus tard, vint remplacer le traité de Bissandougou, en déplaçant vers le sud la frontière entre le Soudan français et le Wassoulou.

## Sources
- Étienne Péroz, Au Soudan français : souvenirs de guerre et de mission, Paris, C. Lévy, 1889 (BNF 34138387, lire en ligne)
- Edgard Rouard de Card, Les Traités de protectorat conclus par la France en Afrique : 1870-1895, Paris, A. Pédone, 1897 (BNF 31252370, lire en ligne)